# Saotomanski jezik
Saotomanski jezik (svetotomanski, forro; sãotomense, são tomense; SO 639-3: cri), kreolski je jezik koji se govori na većini otoka São Tomé, osim na krajnjem jugu. Temelji se na portugalskom jeziku koji govori većina stanovnika Svetoga Tome i Principa.
Pripadnici etničke grupe poznati su kao Forros. Jedan od tamošnja tri nacionalna jezika. Mnogi se služe i portugalskim.

## Vanjske poveznice
- Ethnologue (14th)
- Ethnologue (15th)